# Rabigh
Rabigh (en arabe : رابغ) est une  ville située sur le bord de la Mer Rouge en Arabie saoudite, dans la province de La Mecque, à environ 100 km au nord de Djeddah. À Rabigh se construit la Ville économique du roi Abdallah (King Abdullah Economic City). La population est d'environ 100 000 habitants.